# Liemba (Schiff)
Das Motorschiff Liemba ist ein kombiniertes Passagier- und Frachtschiff, das bis 2018 auf dem afrikanischen Tanganjikasee verkehrte und derzeit im Hafen von Kigoma aufgelegt ist. Es wurde 1913 als Dampfschiff in Deutschland gebaut und nahm als Kriegsschiff am Ersten Weltkrieg teil. Bis zum 16. Mai 1927 trug es den Namen Goetzen, benannt nach Gustav Adolf Graf von Goetzen. Es handelt sich um das einzige verbliebene ehemalige deutsche Kriegsschiff aus dem Ersten Weltkrieg und – bis zur vorübergehenden Stilllegung – um eines der ältesten in Dienst befindlichen Passagierschiffe der Welt.

## Geschichte

### Deutsche Kolonialgeschichte

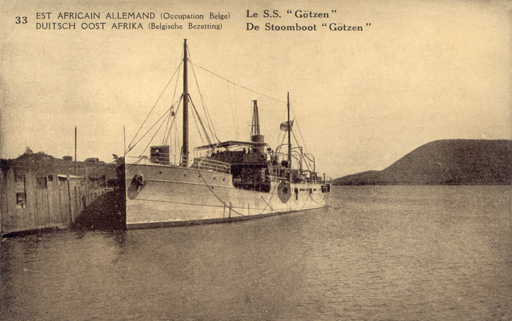
Goetzen 1915 vor dem Umbau (deutsches Foto mit belgischem Aufdruck von 1919)

Das Schiff wurde 1913 mit Zustimmung des Reichskolonialamtes im Auftrag der Ostafrikanischen Eisenbahn-Gesellschaft auf der Meyer Werft in Papenburg an der Ems erbaut und auf den Namen Goetzen getauft. Es sollte dazu dienen, den Warentransport auf dem Tanganjikasee, gelegen im Westen der damaligen deutschen Kolonie Deutsch-Ostafrika, sowie mit der benachbarten belgischen Kolonie Kongo zu fördern. Dazu waren noch zwei Schwesterschiffe geplant, wovon eines, die Rechenberg, noch in Bau gegangen ist.

Goetzen 1915

Ursprünglich verfügte das Schiff über sieben Kabinen für Passagiere erster Klasse (Einzel mit Schlafsofa) und über fünf Kabinen zweiter Klasse (2-Bett) sowie je einen Ess- und Rauchsalon erster und zweiter Klasse. Die Maschinenanlage bestand zunächst aus zwei Rundkesseln zur Dampferzeugung für die zwei Dreifach-Expansionsmaschinen mit einer indizierten Leistung von je 250 PS (184 kW), einer Kohlensäure-Eis- und Kühlmaschine in einem isolierten Kühlraum mit einer Kapazität von drei Kilogramm Eis pro Stunde, einer Beleuchtungs- und einer Belüftungsanlage. Das Schiff war für eine Besatzung von 64 Mann (60 Mannschaften und 4 Offiziere) ausgelegt.
Das Schiff wurde zunächst nur zusammengeschraubt, damit es für den Transport wieder in seine Einzelteile zerlegt werden konnte. Nach zehnmonatiger Bauzeit erfolgte im November 1913, zu Beginn der 47. Kalenderwoche (d. h. am 17./18. November), durch zwei Mitarbeiter der Ostafrikanischen Eisenbahn-Gesellschaft und einen Vertreter des Reichskolonialamtes, die Abnahme des Schiffes auf der Helling. Anschließend wurde das ganze Schiff auseinandergenommen und in 5000 Holzkisten mit einem Gesamtgewicht von 800 Tonnen auf Güterwagen verpackt. So gelangte die Goetzen per Bahn nach Hamburg und von dort auf drei Dampfern nach Daressalam, der Hauptstadt der Kolonie. Dort wurden die Kisten auf die Mittellandbahn verfrachtet und nach Kigoma transportiert. Da die Gleisspitze Kigoma am 1. Februar 1914 erreicht hatte und die letzten Teile zusammen mit den Schiffbauern erst am 16. Februar 1914 in Daressalam ankamen, wurden alle Kisten mit der Eisenbahn transportiert. Ein Transport der Kisten mit Trägern ist nicht belegt. Die Meyer Werft schickte für die Durchführung des Zusammenbaus drei Mitarbeiter (Anton Rüter, Hermann Wendt, Rudolf Tellmann) nach Afrika. Sie wurden für die Aufgabe sehr gut bezahlt. So erhielt Rüter 600 Mark monatlich und das zu einer Zeit, in der ein Arbeiter etwa 100 Mark pro Monat bekam. Als Arbeitgeber fungierte die Ostafrikanische Eisenbahn-Gesellschaft; die Meyer Werft beurlaubte die drei Mitarbeiter solange.
Am Tanganjikasee bauten rund 250 einheimische Arbeiter und 20 Inder aus der Eisenbahnwerkstatt Daressalam unter der Leitung von Rüter den Dampfer wieder zusammen. Insgesamt wurden 160.000 Nieten benötigt. Da die gesamte Hellinganlage der Querstapellaufanlage (13 Wagen à 80 Tonnen Tragfähigkeit) aufgrund des Kriegsausbruches nicht mehr geliefert wurde, musste der Stapellauf improvisiert werden. Der Ingenieur Friedrich Hübener der Firma Philipp Holzmann ließ vor der Werft ein Dock graben, in das die Goetzen allmählich hinabgelassen wurde. Dann wurde der Damm, der die Dockgrube von dem See trennte, durchstochen, worauf das Schiff am 5. Februar 1915 aufschwamm. Ende Mai 1915 war die Goetzen fertig. Die Probefahrten fanden am 8. und 9. Juni 1915 statt, und die Indienststellung erfolgte am 9. Juni 1915. Das Schiff wies eher mäßige Seeeigenschaften auf. Korvettenkapitän Gustav Zimmer, der Marinebefehlshaber am Tanganjikasee, schrieb am 20. August 1915 an den Gouverneur Heinrich Schnee:
- unzureichender Tiefgang („Das Schiff rollte deshalb sehr stark“)
- zu wenig Trimmmöglichkeiten
- zu wenige und zu schwache Schotten
- Maschinen zu schwach und verursachen starke Vibrationen
- Steuereinrichtung sehr störanfällig
- Schornsteinzug reicht bei Holzfeuerung nicht aus[12]

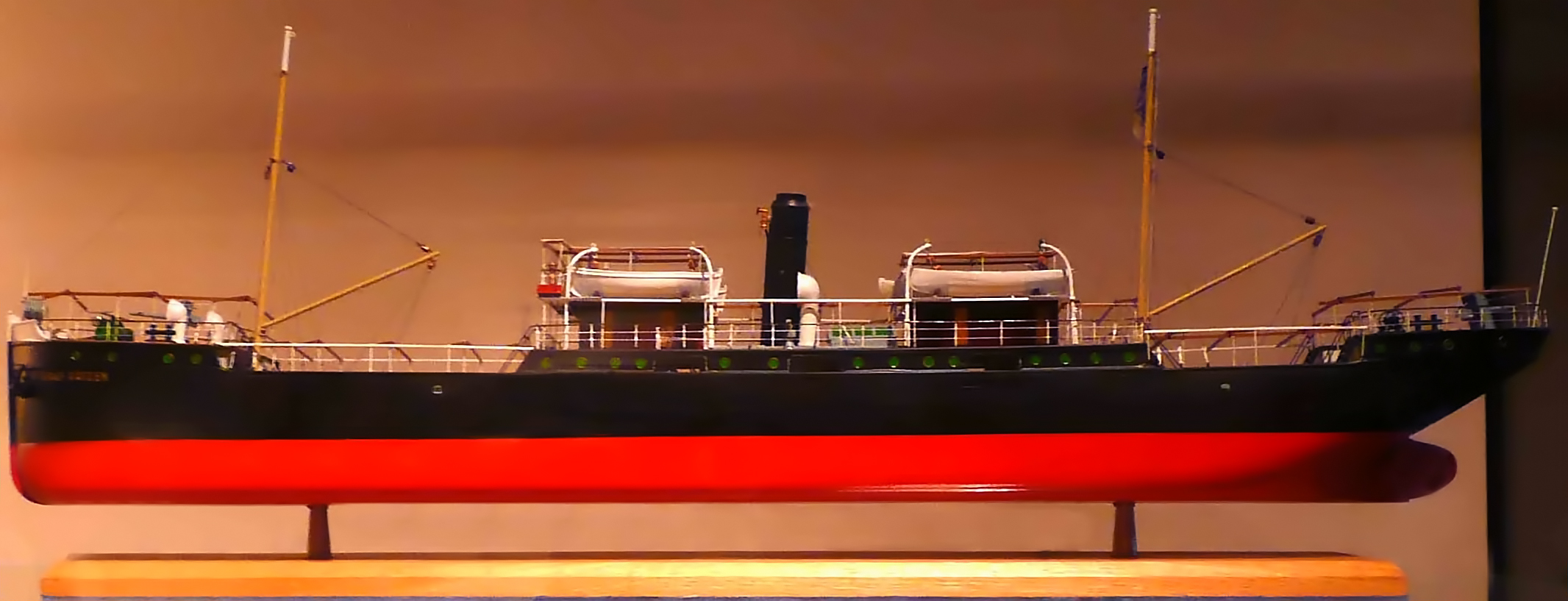
Modell der Goetzen in der ursprünglichen Bauform

### Erster Weltkrieg
Das Schiff wurde während des Ersten Weltkriegs zu einem Hilfskriegsschiff umgewandelt und fuhr nun unter der Bezeichnung SMS Goetzen. Es wurde mit einem 10,5-cm-Geschütz von dem nicht mehr operationsfähigen und später in der Rufiji-Mündung selbstversenkten Kleinen Kreuzer Königsberg ausgerüstet. Des Weiteren besaß es ein 8,8-cm-Geschütz aus dem „Hilfskreuzerzuschlag“ der Königsberg sowie zwei 37-mm-Hotchkiss-Revolverkanonen vom Vermessungsschiff Möwe. Oberleutnant zur See Siebel wurde Kommandant des Schiffes.
Die Goetzen wurde in Kigoma stationiert und führte hauptsächlich Transporte durch, unter anderem Anfang Juni 1915 mit mehreren hundert Soldaten nach Kasanga, dem damaligen Bismarckburg. Die einzige „Angriffshandlung“ fand kurz nach der Indienststellung Anfang Juli statt. Die Goetzen schleppte den bereits Ende 1914 schwer beschädigten britischen Dampfer Cecil Rhodes aus Kasakalawe (Südende des Tanganjikasees) ab und versenkte das Schiff im tiefen Wasser. Die Goetzen beherrschte den See, denn die Briten hatten nur die zwei jeweils 13 Meter langen Kanonenboote Mimi und Toutou mit je einer kleineren Kanone auf dem See. Doch auch die Belgier schafften im Laufe des Krieges mehrere Boote und Schiffe zum Tanganjikasee, unter anderem das Kanonenboot Netta (18 Meter Länge).

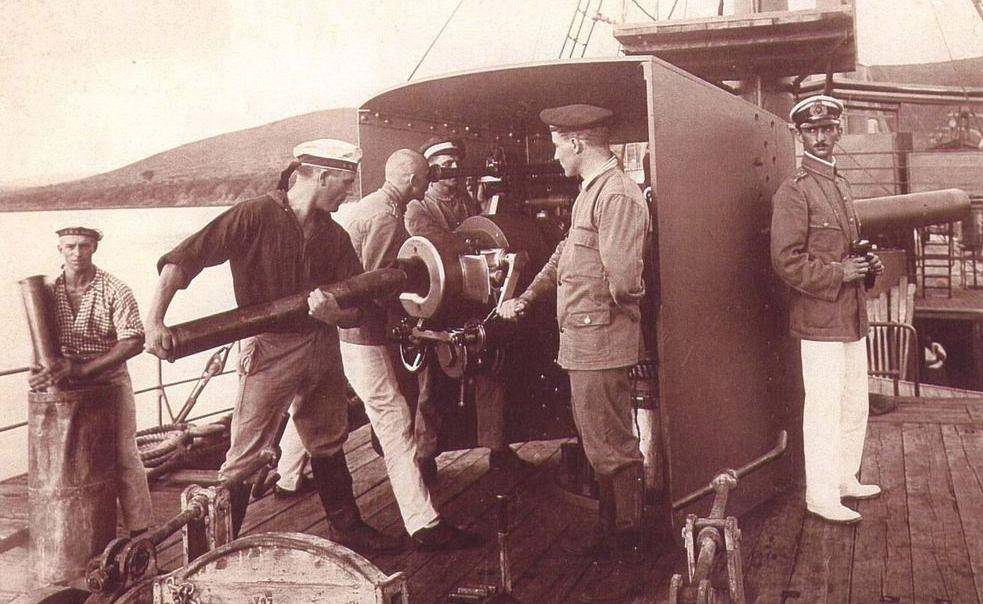
Geschützmannschaft der Goetzen an der 10,5 cm L/40 Sk

Die letzte nachweisbare Versorgungsfahrt fand am 18. April 1916 nach Usambura statt. Nachdem Anfang Mai 1916 die beiden großen Geschütze ausgebaut worden waren, blieb das Schiff im Hafen von Kigoma. Am 10. Juni 1916 wurde es von einem belgischen Wasserflugzeug vom Typ Short Admiralty 827 bombardiert. Die Belgier reklamierten einen Direkt- und Beinahetreffer am Heck des Schiffes. Allerdings fanden die britischen Bergungskräfte nach der Hebung des Schiffes im Jahre 1924 nur Hinweise auf Splitterschäden an der Steuerbordseite des Hecks. In den nächsten Tagen und Wochen griffen die Belgier Kigoma, Ujiji und auch die Goetzen, die im Hafen von Kigoma lag, immer wieder aus der Luft an. Aber auch dabei erlitt das Schiff keine größeren Beschädigungen. Das letzte Mal wurde das Schiff am 23. Juli von belgischen Fliegern in der Katabe Bay gesichtet.
Als die deutschen Truppen auf ihrem Rückzug Kigoma aufgeben mussten, befahl ihr Kommandeur, Paul von Lettow-Vorbeck, die Goetzen zu versenken. Rüter ließ die wichtigsten Teile vor dem Öffnen der Seeventile dick mit Fett einschmieren und das Schiff am 26. Juli 1916 in einer Wassertiefe von rund 20 Metern nahe dem Ufer in der Katabe Bay (belgische Bezeichnung: Baie de l’éléphant; britische Bezeichnung: Bangwe Bay) auf der Position 4° 54′ S, 29° 36′ O fluten. Der falsche Gefechtsbericht der Netta vom 28. Juli 1916 führte dazu, dass als Versenkungsort der Goetzen oftmals die Mündung des Malagarasi-Flusses genannt wird. In Wirklichkeit beschoss die Netta aber nicht die Goetzen, sondern die Wami.

### Zwischenkriegszeit

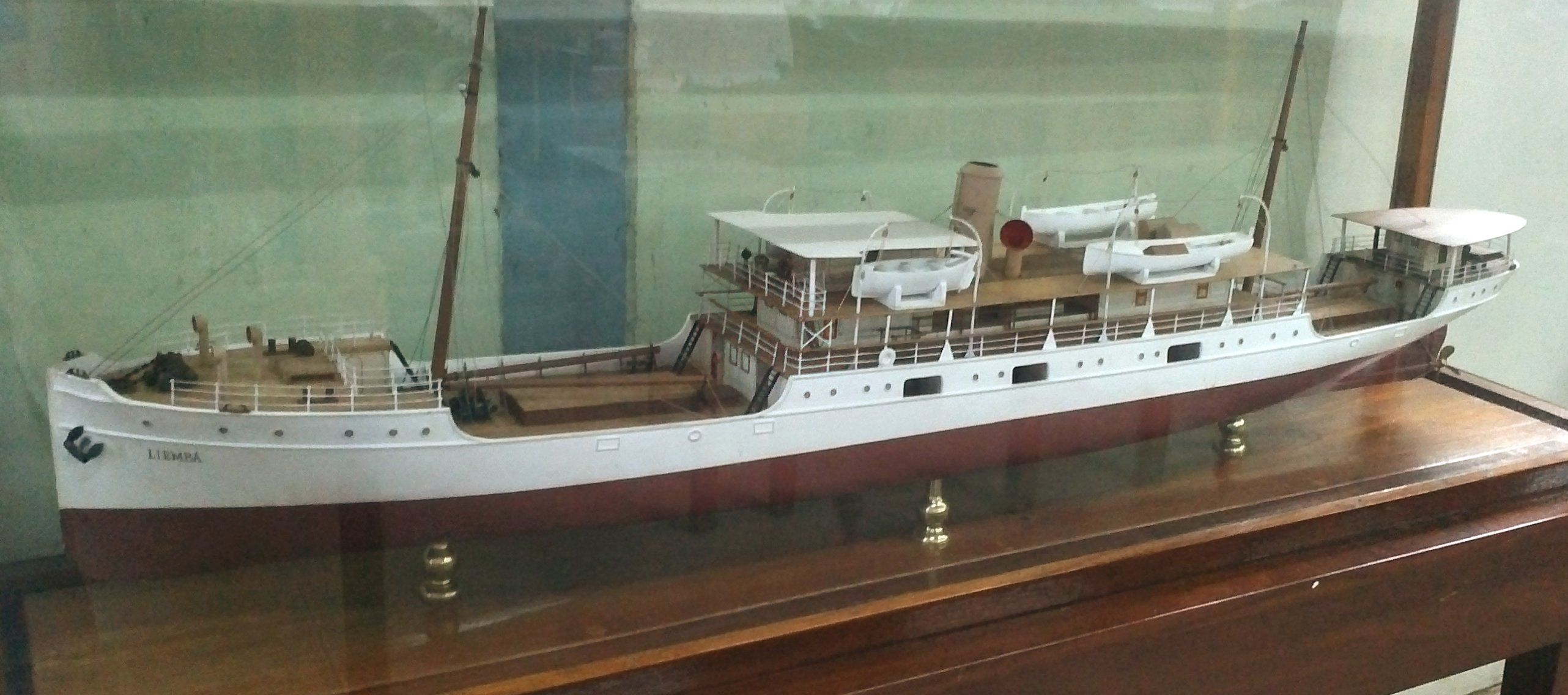
Modell der Liemba im Eisenbahnmuseum von Nairobi (Kenia)

Das Schiff wurde ab 1918 von den Belgiern gehoben. Verantwortlich war Johann Ludwig Wall, ein Schwede in belgischen Diensten. Wall ließ zunächst durch Taucher große Mengen an Material bergen. Anschließend füllte er die Laderäume mit leeren Fässern und ließ Drahtseile unter dem Schiff durchziehen. In der Mitte von zwei speziell für diesen Zweck von der Compagnie des Chemins de fer du Congo Supérieur aux Grands Lacs Africains gebauten 375 Tonnen schweren Lastkähnen wurde das Wrack mittels der Drahtseile angehoben. Bis Ende Juni 1919 hatten die Belgier das Schiff um etwa 1,5 m gehoben. In diesem halbgehobenen Zustand brachten sie das Schiff Mitte September 1919 nach Kigoma, wo es abgesetzt wurde. Die weitere Hebung scheiterte an den technischen Unzulänglichkeiten und so wurde das Schiff am Point Lusana auf der Position 4° 52′ S, 29° 37′ O in 20 m Wassertiefe liegen gelassen. Auf den Fotos, die Homer L. Shantz Mitte Februar 1920 von der Kigoma-Bucht machte, sind die beiden Bargen zu sehen. Im Mai 1920 besuchte der belgische Kolonialminister Louis Franck die Region Kigoma und stoppte die Bergung wegen der bereits entstandenen hohen Kosten und der mangelnden Erfolgsaussichten. De Wall verließ daraufhin den Kongo innerhalb von 2 Monaten und kehrte nie mehr zurück.
1921 ging Kigoma an die Briten als neue Kolonialherren über, die bis zum 16. März 1924 brauchten, um das Schiff wiederum zu heben. Anschließend wurden die Schäden beseitigt und am 16. Mai 1927 wurde es wieder in Dienst gestellt. Der neue Name war Liemba. Taufpatin war Mary Kathrine Scott, die Ehefrau des Chief Secretary und amtierenden Gouverneurs Sir John Scott. Die reinen Umbaukosten betrugen rund 30.000 Pfund Sterling. Anschließend wurde das Schiff vom Tanganyika Railways and Port Service bereedert. War der Rumpf der Goetzen/Liemba bis 1927 dunkelgrau, wurde das Schiff bei seinen jährlichen Werftaufenthalten immer heller gestrichen, bis es ab Mitte der 1930er Jahre das weiße Farbkleid trug, das noch heute sein Markenzeichen ist.

### Zweiter Weltkrieg
Im Zweiten Weltkrieg setzte das Schiff seinen normalen Liniendienst fort und transportierte bei Bedarf auch Soldaten. 1945 war das Schiff so heruntergekommen, dass eine umfangreiche Reparatur erforderlich war.

### Nachkriegszeit
Im Jahre 1948 übernahm die East African Railways and Harbour Administration (EAR&H) das Schiff. Sie führte in den Jahren 1950–1952 eine umfangreiche Renovierung durch. So wurden unter anderem der Aufbau um ein Deck aufgestockt, der Hauptmast durch zwei Lademasten ersetzt, Schlingerkiele angebracht und die holzbefeuerten Kessel durch ölbefeuerte Kessel ersetzt. Durch den Umbau erhöhte sich die maximale Zahl der Passagiere auf 20 in der ersten Klasse und 8 in der zweiten Klasse. In der dritten Klasse (Deckspassagiere) konnten über 200 Personen transportiert werden, und die Frachtkapazität lag bei 550 Tonnen. Nach der Unabhängigkeit Tanganjikas (später Tansania) 1961 fuhr das Schiff weiterhin unter einer weißen Leitung, da sich die EAR&H in britischen Händen befand. Erst ab Ende der 1960er Jahre kam das Schiff unter einheimische Führung.
Aufgrund der seit Anfang der 1960er Jahre in der Region immer wieder ausbrechenden Bürgerkriege wurde die Liemba ab 1962 von der UNHCR häufig als Flüchtlingstransporter eingesetzt. So brachte sie zusammen mit der Mwongozo noch 1997 rund 75.000 Flüchtlinge in den Kongo zurück und unternahm dabei während der fünfmonatigen Operation 22 Fahrten von Kigoma nach Uvira.
Im Jahre 1970 wurde die Liemba stillgelegt, da sie verbraucht war. Die Dampfmaschine und die Kessel wurden entfernt, ebenso der Schornstein und die Ruderanlage. Das Schiff wurde in Kigoma aufgelegt und mit einer Rostschutzfarbe gestrichen. In den Jahren 1976 bis 1978 wurde das Schiff umfassend renoviert, die Passagierkapazität auf 480 Personen gesteigert und mit zwei Dieselmotoren von Caterpillar (je 400 PS) ausgestattet. und nahm dann Anfang 1979 den Liniendienst wieder auf. Treibende Kraft bei dieser Renovierung war Patrick „Paddy“ Dougherty. Er wurde am 18. März 1918 in Downpatrick geboren und machte eine Lehre bei Harland & Wolff in Belfast. Anschließend diente er während des Zweiten Weltkrieges in der Royal Navy und wurde Schiffsingenieur. Nachdem er die 1950er Jahre in Nigeria verbracht hatte, arbeitete er in den 1960er und 1970er Jahren für die EAR&H in Kisumu, Kenia, als Ingenieur auf den Fähren des Victoriasees. Nach der Renovierung der Liemba verließ er Tansania und arbeitete für die Welternährungsorganisation FAO in Bangladesch und Mosambik. Er starb am 12. Januar 2010 in Belfast und wurde in Downpatrick beerdigt. Über ihn sind viele Geschichten in Umlauf, so etwa, dass er den Wunsch hatte, ein Schiff zu kommandieren, obwohl er als Ingenieur nicht über die erforderlichen Patente verfügte.
1993 wurde das Schiff mit der finanziellen Unterstützung der dänischen Entwicklungshilfeorganisation DANIDA (Danish International Development Agency) durch die OSK ShipTech A/S vor Ort generalüberholt. Dabei wurden das Deckshaus umgebaut, die elektronische Anlage, die Rohrleitungen sowie die Einrichtung der Kabinen der Passagiere und der Besatzung erneuert, neue Motoren und ein hydraulischer Kran auf dem Vorschiff eingebaut und der hintere Laderaum in einen Passagiersaal umgewandelt (Erhöhung der Kapazität auf 600 Passagiere). Zur Verbesserung der Schiffssicherheit wurde im Bereich des vorderen Laderaums ein Doppelboden eingezogen.

### Heutige Situation
Bereedert wird das Schiff seit 1997 von der Marine Services Company Limited mit Sitz in Mwanza am Victoriasee, eine Tochtergesellschaft der Tanzania Railways Corporation (TRC), die das Schiff seit 1977 besaß. Die Liemba war bis zu ihrer vorläufigen Stilllegung im Jahr 2018 die älteste noch verkehrende Fähre der Welt und das einzige größere Passagierschiff, das regelmäßig auf dem See verkehrte und dabei zahlreiche Küstenorte anlief, auch solche, die keinen eigenen Hafen besaßen; die Fahrtroute führte von Kigoma über Karago / Tonge, Sigunga, Herembe, K/Msenga, Rukoma, Lagossa, Kibwesa, Kalya, Ikola, Karema, Kabwe, Kolongwe, Kilando (C), Kipili, Ninde, Wapembe, Kala, Kasanga (vormals Bismarckburg) nach Mpulungu. Das Be- und Entladen erfolgte fast ausschließlich über kleine Barkassen, da sich Landungsbrücken nur in Kigoma, Kasanga und Mpulungu befinden. Zeitweilig steuerte die Liemba auch weitere Ziele am Tanganjikasee an (Bujumbura in Burundi und Uvira, Kalemie und Moba in der heutigen Demokratischen Republik Kongo, damals Zaire). Als es wegen der Bürgerkriegsunruhen zu gefährlich wurde, stellte man diese Fahrten zwischenzeitlich ein. Wiederholt wurde das Schiff von der UNHCR als für Flüchtlingstransporte aus Bürgerkriegsgebieten angemietet: 1997 wurden so über 75000 Menschen aus der Demokratischen Republik Kongo gerettet, 2015 bedeutete das Schiff für zahlreiche vom Bürgerkrieg in Burundi betroffene Menschen die Rettung.
2011 wurde bekannt, dass drei deutsche Bundesministerien und die niedersächsische Staatskanzlei kontrovers darüber diskutierten, ob und wie man das Schiff retten könne und solle. Die Republik Tansania hatte ein offizielles Hilfegesuch an Deutschland gerichtet, weil sie angeblich die Reparatur nicht finanzieren konnte. Die Meyer Werft bot an, die Liemba für sechs bis acht Millionen Euro zu sanieren. Das Geld müsse vom zuständigen Ministerium für wirtschaftliche Zusammenarbeit kommen. Das wiederum pochte darauf, dass eine reine Sanierung nicht seinen Sicherheitsanforderungen entspräche. Trotz weiterer Bekundungen der Hilfswilligkeit Deutschlands wurden keine grundlegenden Instandsetzungsmaßnahmen am Schiff vorgenommen. Ungeachtet zunehmender technischer Ausfälle verkehrte das Schiff weiterhin mehr oder minder regelmäßig zweimal monatlich ab Kigoma, ehe es 2018 vorläufig im Hafen von Kigoma aufgelegt wurde. Ende 2020 gab die Marine Services Company eine Ausschreibung unter tansanischen Unternehmen zur Generalüberholung des Schiffes bekannt. Eine Entscheidung über den Zuschlag sollte noch im Jahr 2021 fallen. Stand 2022 wurde noch kein Budget für eine Reparatur des Schiffes bereitgestellt. Es ist in unregelmäßigem Einsatz. Zeitungsberichten zufolge soll das Schiff aufgrund seiner historischen Bedeutung bis Juli 2026 renoviert werden um wieder für den Personen- und Frachttransport eingesetzt zu werden. Die tansanische Regierung hat 2024 die MV Liemba, dem kroatischen Unternehmen Brodosplit JSC und der Dar es Salaam Merchant Group (DMG) für umfangreiche Reparaturen anvertraut.

## Technik
Ursprünglich besaß die Goetzen/Liemba zwei Dampfmaschinen. Die Kessel wurden mit Holz oder Kohle befeuert. 1952 bekam das Schiff neue Kessel mit Ölbefeuerung. Im Jahre 1978 wurde die Liemba erstmals mit Dieselmotoren der Firma Caterpillar (je 400 PS) ausgestattet. 1993 wurde sie mit zwei neuen Dieselmotoren (MAN B & W Alpha Diesel Typ 5L23/30) ausgestattet. Die Motoren erbrachten ursprünglich eine Ausgangsleistung von je 650 kW bei 825 Umdrehungen. Zur Schonung der Schiffspropeller und zugleich zur Anpassung an die Verhältnisse auf dem Tanganjikasee wurden die Motoren auf eine Leistung von je 460 kW (625 PS) gedrosselt. Mit der installierten Maschinenleistung erreichte das Schiff eine Dienstgeschwindigkeit von 11 kn.

## Ausstattung
Die Liemba verfügt über zehn Passagierkabinen erster Klasse (Zweibett) und zwei VIP-Kabinen. Zudem stehen 18 Kabinen der zweiten Klasse (6 Zwei- und 12 Vierbett) zur Verfügung. Die meisten Passagiere fahren dritter Klasse und schlafen unter oder auf Deck. Die Passagierkapazität beträgt 600 Personen, wobei bei Flüchtlingstransporten regelmäßig rund 900 Passagiere auf das Schiff gelassen wurden. Das Schiff verfügt über einen Speisesaal mit Bar sowie einen Kiosk.
Im Rumpf des Schiffes befindet sich ein Laderaum für 200 Tonnen Fracht, der unter anderem für den Transport von Trockenfisch genutzt wird. Dieser dagaa genannte Fisch wird im See gefangen und unterwegs von den Passagieren und Händlern dazugeladen, teilweise mit einem auf dem Schiff installierten Kran. Die Liemba verfügt über zwei Rettungsboote mit je 39 Plätzen. Daneben gibt es noch eine größere Anzahl Feststoffrettungsflöße auf dem Oberdeck.

## Sonstiges
Modelle des Schiffes sind in der Meyer Werft, im Restaurant des Hotels Alte Werft in Papenburg und im Eisenbahnmuseum in Nairobi, Kenia, zu sehen. Der sogenannte Papenburger Zeitspeicher zeigt anhand von Exponaten und von Ausschnitten aus einem von Stephan Lamby gedrehten Dokumentarfilm die Geschichte der Goetzen auf.
1930 wäre der damalige Prince of Wales und spätere König Edward VIII. fast mit der Liemba gefahren. Im Rahmen einer Afrikareise war geplant, dass der Prinz vom 15. Februar den Tanganjikasee von Mpulungu nach Kigoma auf der Liemba befahren sollte. Die Reiseroute wurde jedoch wegen einer Epidemie kurzfristig geändert, so dass die Fahrt nie stattfand.
Im Jahre 1934 veröffentlichte der britische Autor Cecil Scott Forester die Novelle The African Queen, in dem die Goetzen als Vorlage für das deutsche Kanonenboot Königin Luise dient. Ansonsten ist die Geschichte frei erfunden. In dem auf der Romanvorlage basierenden US-amerikanischen Spielfilm African Queen von 1951 ist – anders als oft behauptet – nicht die Goetzen als Kanonenboot Louisa zu sehen. Die Louisa wird von dem britischen Dampfschlepper Buganda dargestellt. Dieses Schiff liegt heute noch im Hafen von Mwanza.
Am 5. Januar 1954 geriet die Liemba auf der Fahrt nach Albertville (Kongo), dem heutigen Kalemie in einen schweren Sturm. Auf dieser Fahrt schleppte die Liemba zwei Frachtleichter (50 und 70 Tonnen). Als die Leichter zu sinken begannen, mussten die Schleppseile gekappt werden. Dabei wurde der Chefingenieur verletzt. Ein auf einem der Leichter befindliches Besatzungsmitglied ertrank.
Die Geschichte der Liemba wurde im Jahre 2001 mit Fördermitteln des Landes Niedersachsen von EcoMedia und dem NDR unter dem Titel Die lange Fahrt der Graf Goetzen von Papenburg nach Afrika verfilmt. In der Episode von Plains and Boats and Trains der BBC-Dokumentation Von Pol zu Pol reist Michael Palin auf der Liemba von Kigoma nach Mpulungu. Der Dokumentarfilm Liemba, der 2010 auf Filmfestspielen gezeigt wurde, befasst sich mit der Geschichte der Goetzen und ihrer Bedeutung für die Menschen am Tanganjikasee.
Der im Jahr 2007 veröffentlichte Roman Eine Frage der Zeit von Alex Capus beschäftigt sich, auf historischen Gegebenheiten fußend, mit der Geschichte des Schiffes. Der Roman beschreibt die Reise der Goetzen vom Bau in Papenburg bis zur Versenkung durch Rüter 1916 im Tanganjikasee. In einer Nebenhandlung erzählt der Roman die vergleichbare Geschichte der beiden britischen Schnellboote HMS Mimi und HMS Toutou. Beide Schiffe wurden im Ersten Weltkrieg durch die britische Royal Navy unter dem Kommando von Geoffrey Basil Spicer Simson auf dem Landweg zum Tanganjikasee gebracht. Obwohl viele Grundelemente und Fakten der Handlung der Zeitgeschichte entnommen sind, entspricht der Roman nicht exakt den historischen Gegebenheiten.
Das Theaterprojekt Das letzte Kleinod (Schiffdorf/Geestenseth) führte im Juli 2015 in Geestenseth, Hamburg-Hansahafen, Hannover-Leinhausen und Bremerhaven-Überseehafen sowie in Kigoma, Tabora und Daressalam das Stück Goetzen/Liemba auf.